# Xerophyta rippsteinii
Xerophyta rippsteinii là một loài thực vật có hoa trong họ Velloziaceae. Loài này được L.B.Sm., J.-P.Lebrun & Stork miêu tả khoa học đầu tiên năm 1986.